# Kaiserstuhl (Argóvia)
Kaiserstuhl é uma comuna da Suíça, situada no distrito de Zurzach, no cantão de Argóvia. Tem 0,32 km² de área e sua população em 2018 foi estimada em 433 habitantes.